# 1599
| [ Edytuj tabelę ]              | |
| Król Polski                    | - 1587 Zygmunt III Waza 1632 |
| Współksiążęta Andory           | - 1588 Andreu Capella 1609 - 1572 Henryk IV Burbon 1610                                                                                             |
| Król Anglii                    | - 1558 Elżbieta I 1603 |
| Elektor Brandenburgii          | - 1598 Joachim Fryderyk 1608 |
| Książę Bawarii                 | - 1597 Maksymilian I Bawarski 1623 |
| Sułtan Brunei                  | - 1575 Saiful Rijal 1600 |
| Cesarz Chin                    | - 1572 Wanli 1620 |
| Król Czech                     | - 1576 Rudolf II Habsburg 1611 |
| Król Danii                     | - 1588 Chrystian IV 1648 |
| Dalajlama                      | - 1589 Jonten Gjaco 1616 |
| Cesarz Etiopii                 | - 1597 Jakub 1606 |
| Król Francji                   | - 1589 Henryk IV 1610 |
| Król Hiszpanii                 | - 1598 Filip III 1621 |
| Landgraf Hesji-Kassel          | - 1592 Maurycy Uczony 1627 |
| Stadhouder Holandii            | - 1584 Maurycy Orański 1625 |
| Szach Iranu                    | - 1587 Abbas I Wielki 1629 |
| Państwo Wielkich Mogołów       | - 1556 Akbar 1605 |
| Cesarz Japonii                 | - 1586 Go-Yōzei 1611 |
| Kalif                          | - 1595 Mehmed III 1603 |
| Patriarcha Konstantynopola     | - 1598 Mateusz II 1602 |
| Władca Korei                   | - 1567 Sŏnjo 1608 |
| Książę Kurlandii i Semigalii   | - 1587 Fryderyk Kettler 1642 - 1587 Wilhelm Kettler 1616                                                                                            |
| Sułtan Maroka                  | - 1578 Ahmad al-Mansur 1603 |
| Senior Monako                  | - 1589 Herkules 1604 |
| Król Nawarry                   | - 1572 Henryk III 1610 |
| Król Norwegii                  | - 1588 Chrystian IV 1648 |
| Sułtan Omanu                   | - 1560 Abd Allah ibn Muhammad 1624 |
| Elektor Palatynatu             | - 1583 Fryderyk IV 1610 |
| Papież                         | - 1592 Klemens VIII 1605 |
| Książę Parmy i Piacenzy        | - 1592 Ranuccio I 1622 |
| Król Portugalii                | - 1598 Filip II 1621 |
| Książę w Prusach               | - 1568 Albrecht Fryderyk 1618 - 1578 Jerzy Fryderyk (regent) 1603                                                                                   |
| Car Rosji                      | - 1598 Borys Godunow 1605 |
| Cesarz Rzymski (niemiecki)     | - 1576 Rudolf II Habsburg 1612 |
| Kapitanowie Regenci San Marino | - 1598 Giambattista Belluzzi Innocenzo Bonelli 1599 - 1599 Pier Marino Cionini Giambattista Fabbri 1599 - 1599 Orazio Belluzzi Lattanzio Valli 1600 |
| Elektor Saksonii               | - 1591 Krystian II Wettyn 1611 |
| Król Szkocji                   | - 1567 Jakub VI 1625 |
| Król Szwecji                   | - 1599 Karol IX Waza 1611 |
| Król Tajlandii                 | - 1590 Naresuan 1605 |
| Sułtan Turków                  | - 1595 Mehmed III 1603 |
| Doża Wenecji                   | - 1595 Marino Grimani 1606 |
| Król Węgier                    | - 1576 Rudolf II 1608 |

Rok 1599 / MDXCIX
stulecia: XV wiek ~
XVI wiek ~
XVII wiek

lata: 1589 «
1594 «
1595 «
1596 «
1597 «
1598 «
1599
» 1600
» 1601
» 1602
» 1603
» 1604
» 1609

## Wydarzenia w Polsce
- 28 maja – protestanci i prawosławni zawiązali konfederację wileńską
- 25 sierpnia – ukazało się pierwsze wydanie polskiego przekładu Biblii dokonanego przez ks. Jakuba Wujka.
- 16 października – pogrzeb Anny Habsburg, pierwszej żony Zygmunta III Wazy.
- Zygmunt Waza zdetronizowany w Szwecji na rzecz swojego syna Władysława, pod warunkiem wychowania go w wierze luterańskiej. Ponieważ Zygmunt Waza nie zgodził się na te warunki, tron przekazano Karolowi Sudermańskiemu.
- Tarnowskie Góry uzyskały wolność cechów.
- Przecław otrzymał prawa miejskie.

## Wydarzenia na świecie
- 22 marca – książę Wirtembergii Fryderyk I założył miasto Freudenstadt.
- 18 kwietnia – w Walencji odbyły się zaślubiny króla Hiszpanii Filipa III Habsburga z arcyksiężną Małgorzatą.
- 15 sierpnia – irlandzka wojna dziewięcioletnia: rebelianci pokonali siły angielskie w bitwie pod Curlew Pass.
- 25 grudnia – założono brazylijskie miasto Natal.

## Urodzili się
- 11 lutego – Henryk Firlej, polski duchowny katolicki, biskup poznański i biskup przemyski, referendarz wielki koronny, sekretarz królewski (zm. 1635)
- 13 lutego – Aleksander VII, papież (zm. 1667)
- 10 marca – Alfons Rodríguez, hiszpański jezuita, misjonarz, męczennik w Paragwaju, święty katolicki (zm. 1628)
- 13 marca – Jan Berchmans, belgijski jezuita, święty katolicki (zm. 1621)
- 22 marca – Antoon van Dyck, flamandzki malarz (zm. 1641)
- 25 kwietnia – Oliver Cromwell, lord protektor Anglii, Szkocji i Irlandii (zm. 1658)
- 6 czerwca – Diego Rodriguez de Silva y Velázquez, hiszpański malarz (zm. 1660)
- 28 października – Maria Guyart-Martin, francuska urszulanka, misjonarka, święta katolicka (zm. 1672)
- data dzienna nieznana:
  - Stefan Czarniecki, hetman polny koronny (ur. ok. 1599) (zm. 1665)
  - Jan Kemble, walijski duchowny katolicki, męczennik (zm. 1679)
  - Melchior od św. Augustyna, hiszpański augustianin rekolekta, misjonarz na Filipinach i w Japonii, męczennik, błogosławiony katolicki (zm. 1632)

## Zmarli
- 3 listopada – Andrzej Batory, książę Siedmiogrodu, kardynał (ur. 1563)

## Święta ruchome
- Tłusty czwartek: 18 lutego
- Ostatki: 23 lutego
- Popielec: 24 lutego
- Niedziela Palmowa: 4 kwietnia
- Wielki Czwartek: 8 kwietnia
- Wielki Piątek: 9 kwietnia
- Wielka Sobota: 10 kwietnia
- Wielkanoc: 11 kwietnia
- Poniedziałek Wielkanocny: 12 kwietnia
- Wniebowstąpienie Pańskie: 20 maja
- Zesłanie Ducha Świętego: 30 maja
- Boże Ciało: 10 czerwca